# Masuji Ibuse
Masuji Ibuse (n. 15 februarie 1898 — d. 10 iulie 1993) a fost un scriitor japonez.
El a devenit cunoscut prin romanul pus pe ecran prin filmul Ploaia neagră.